# Iris versicolore
Iris versicolor
Espèce
L'iris versicolore (Iris versicolor), ou clajeux, est une espèce d'iris indigène de l'Amérique du Nord. Elle est commune en milieu humide comme dans les marais, dans des prés de carex, et aux rivages des cours d'eau. C'est une plante vivace à rhizome.
Il s'agit d'une des trois espèces d'iris du jeu de données Iris décrit par Ronald Fisher dans son article de 1936 « The use of multiple measurements in taxonomic problems » comme exemple d'analyse discriminante linéaire.

## Fleur et floraison
La floraison commence vers la fin du printemps et continue au début de l'été. La fleur est grande, bleu-violet, rayée de jaune.

## Symbolique
Depuis 1933, l'iris est la fleur cultivée officielle de l'État du Tennessee, aux États-Unis. Bien que la loi ne désigne pas d'espèce d'iris en particulier, il est communément admis qu'il s'agit de l'iris versicolore.
En 1999, l'iris versicolore est choisi comme fleur emblème du Québec en remplacement du lys blanc, qui n'est pas indigène à la province,.

## Galerie

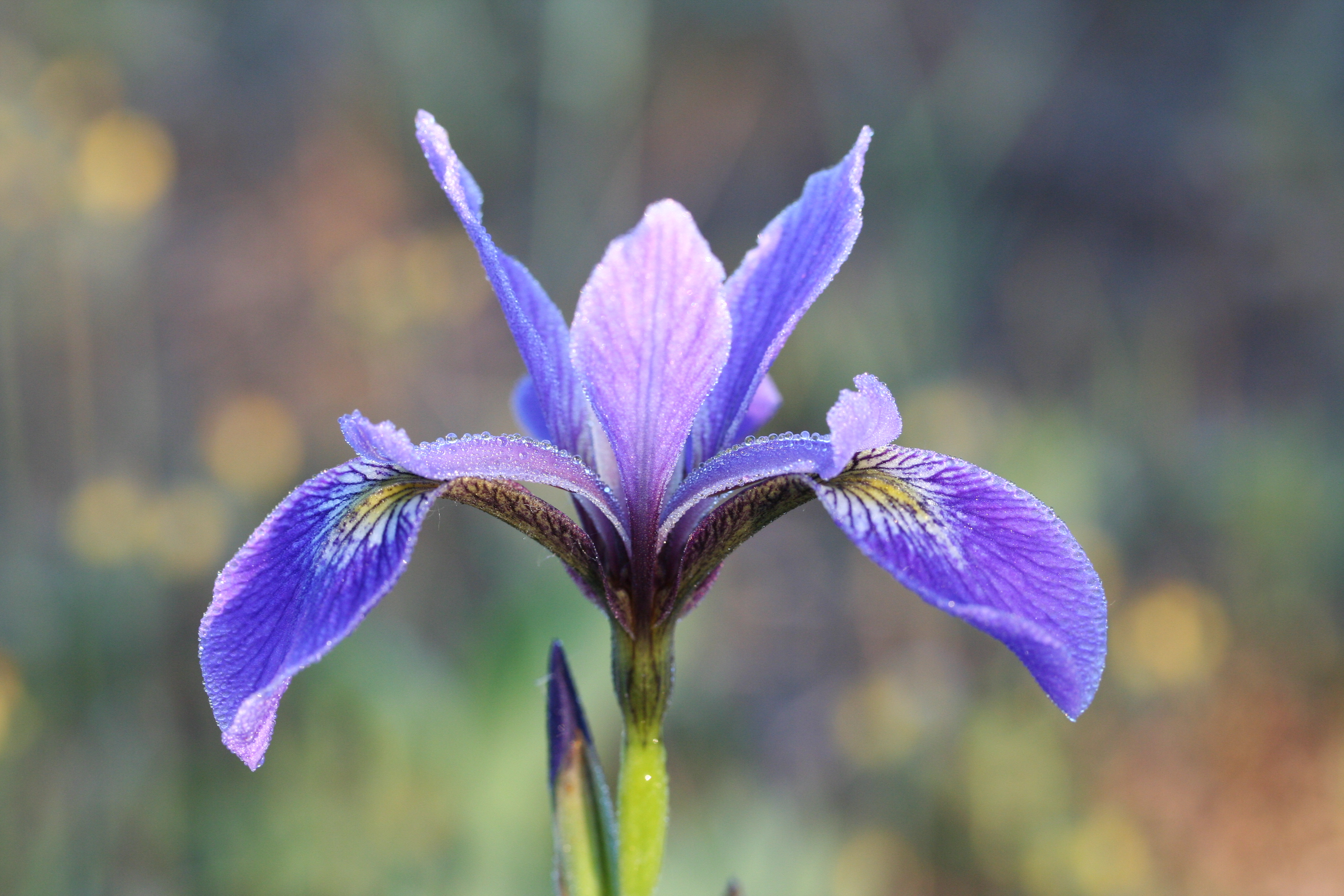
Iris versicolor L. Batiscan, Québec, Canada
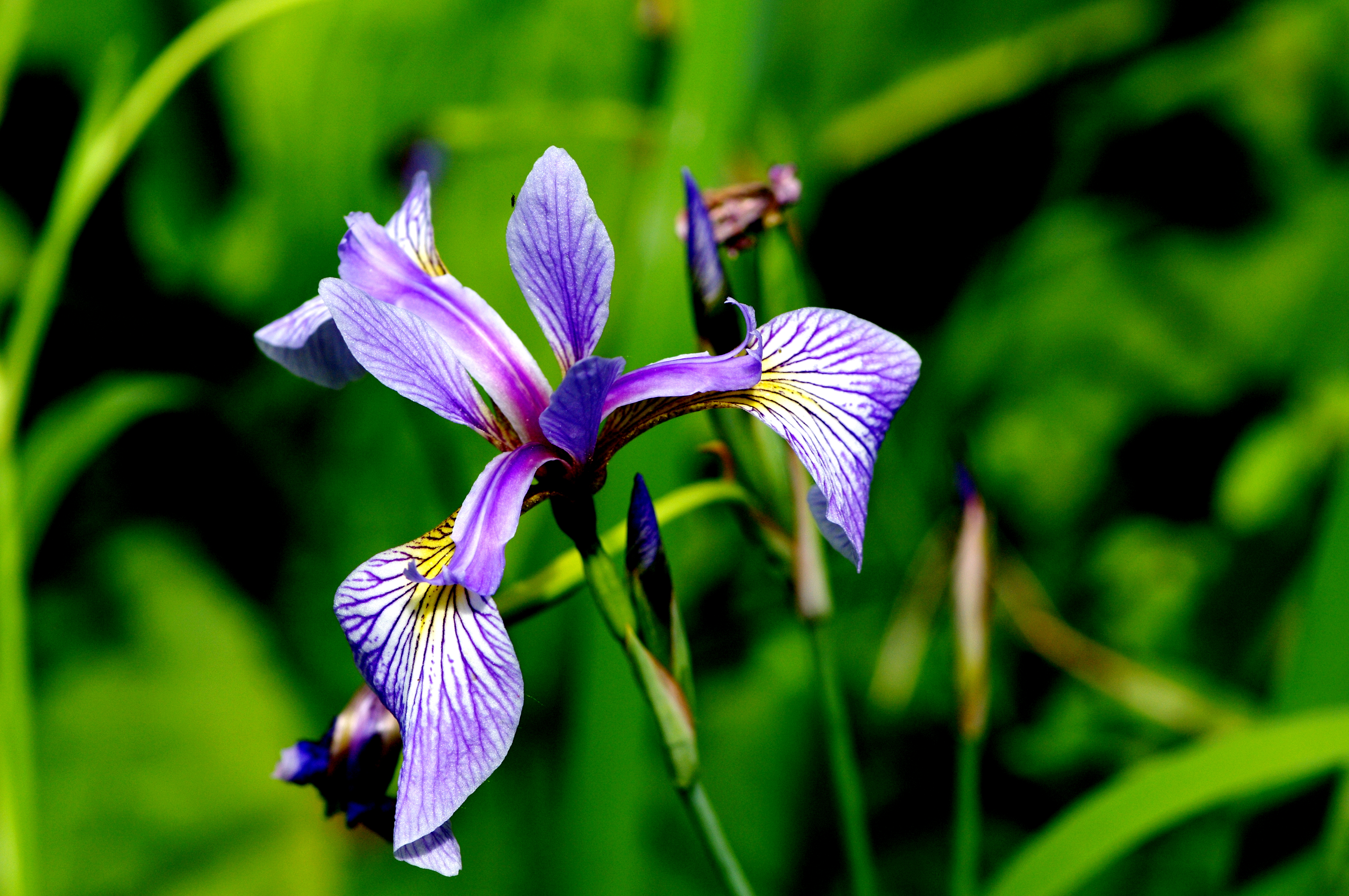
Iris versicolor L.
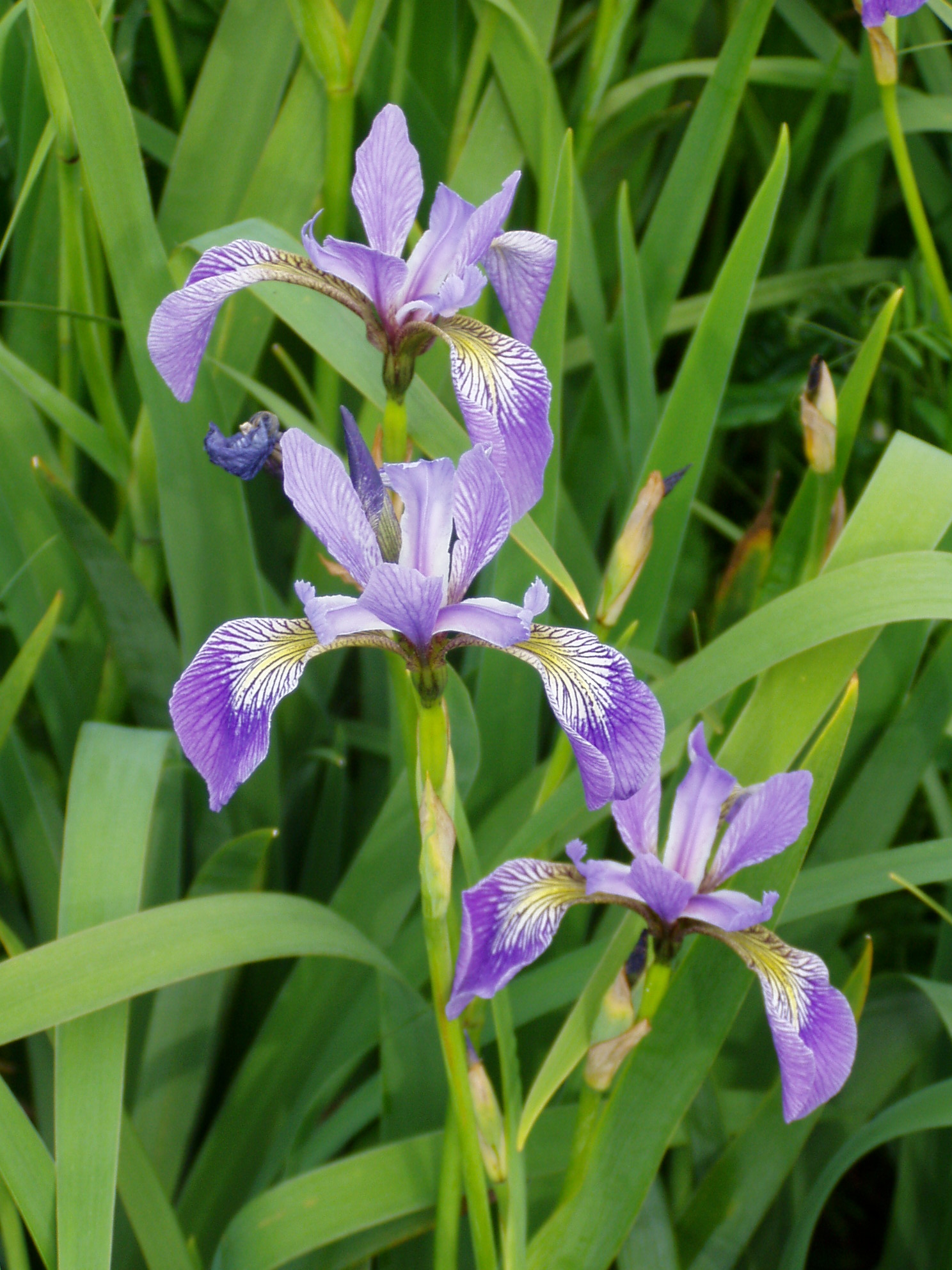
Iris versicolor L.
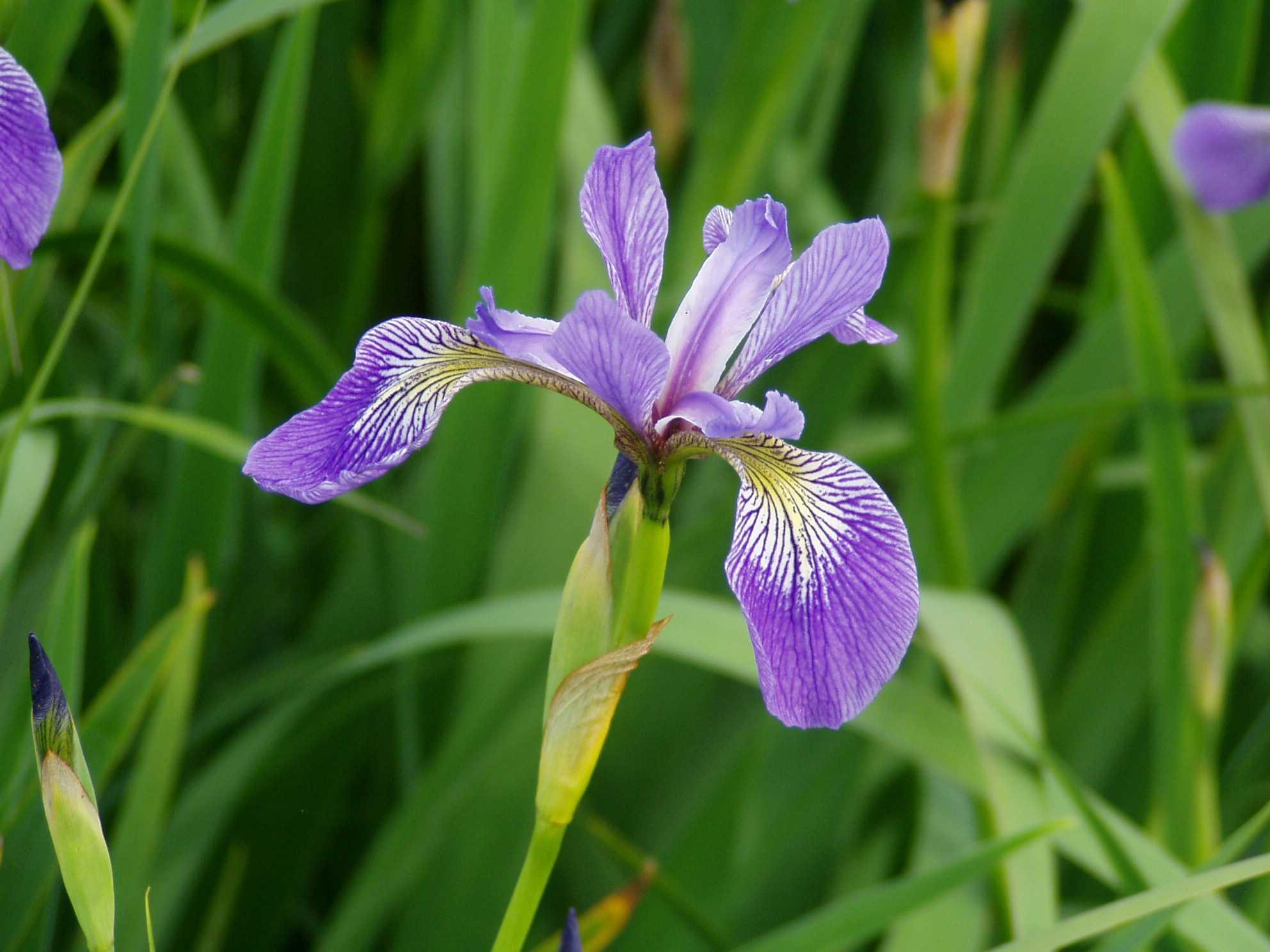
Iris versicolor L.
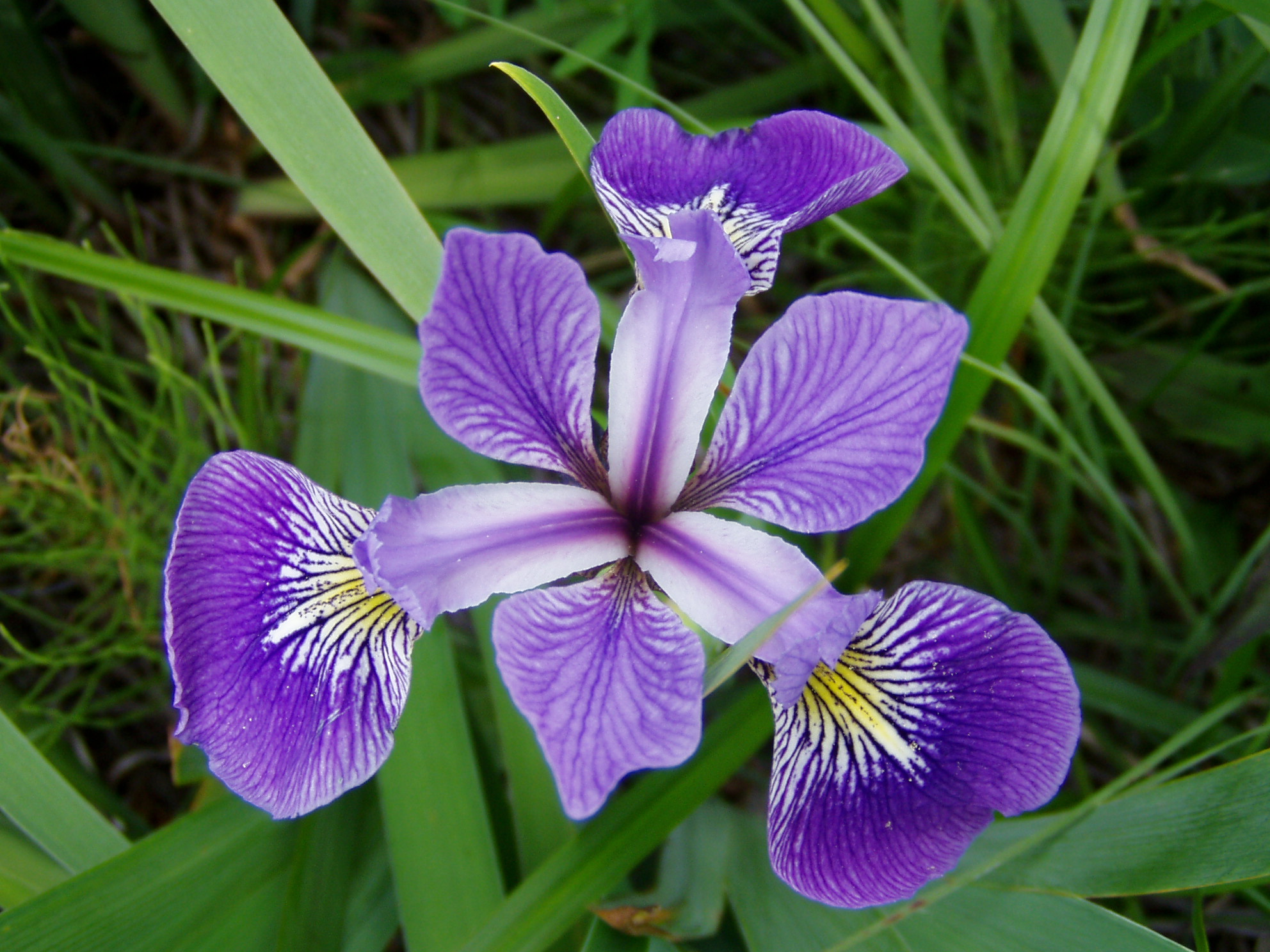
Iris versicolor L.
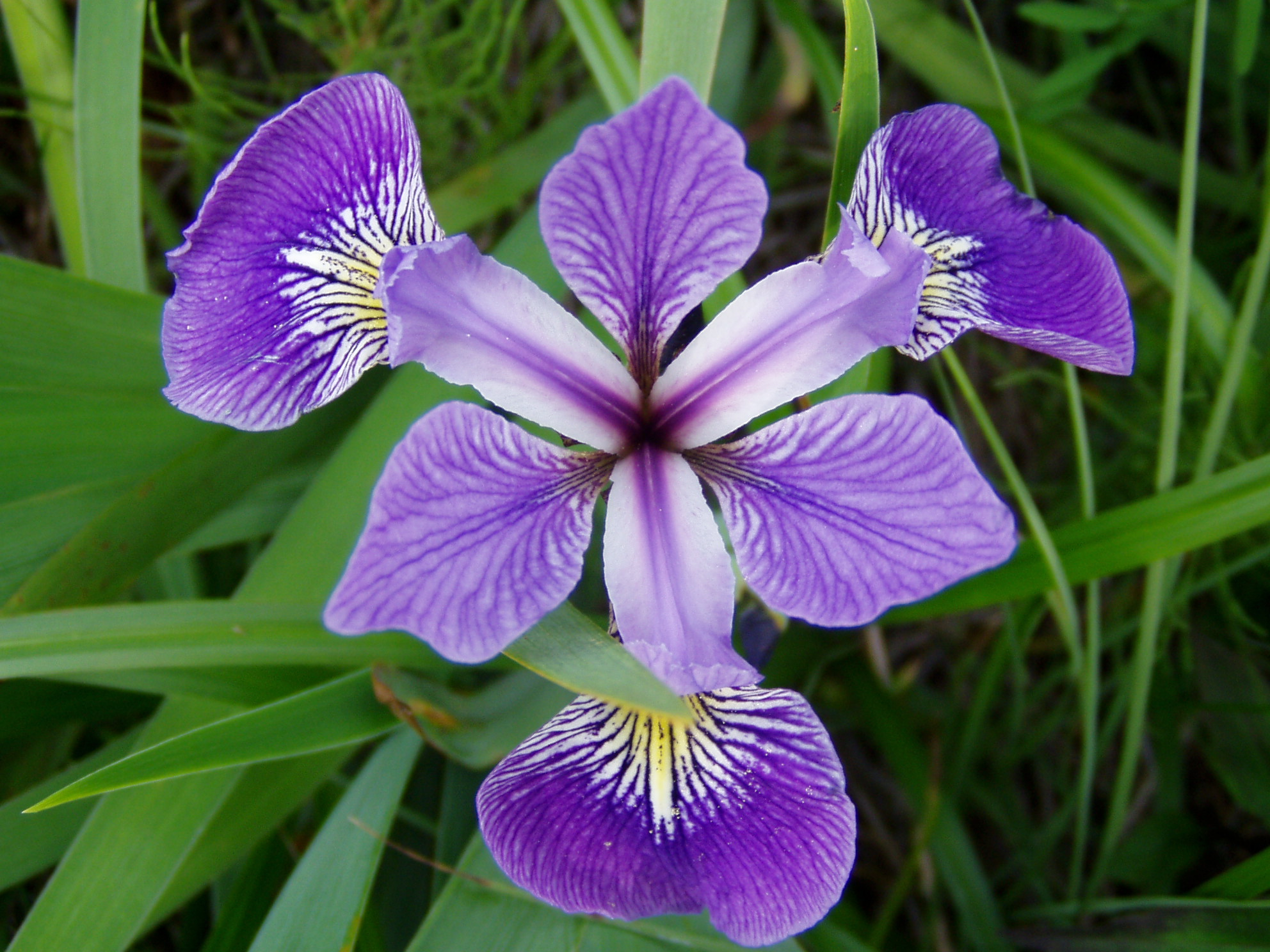
Iris versicolor L.
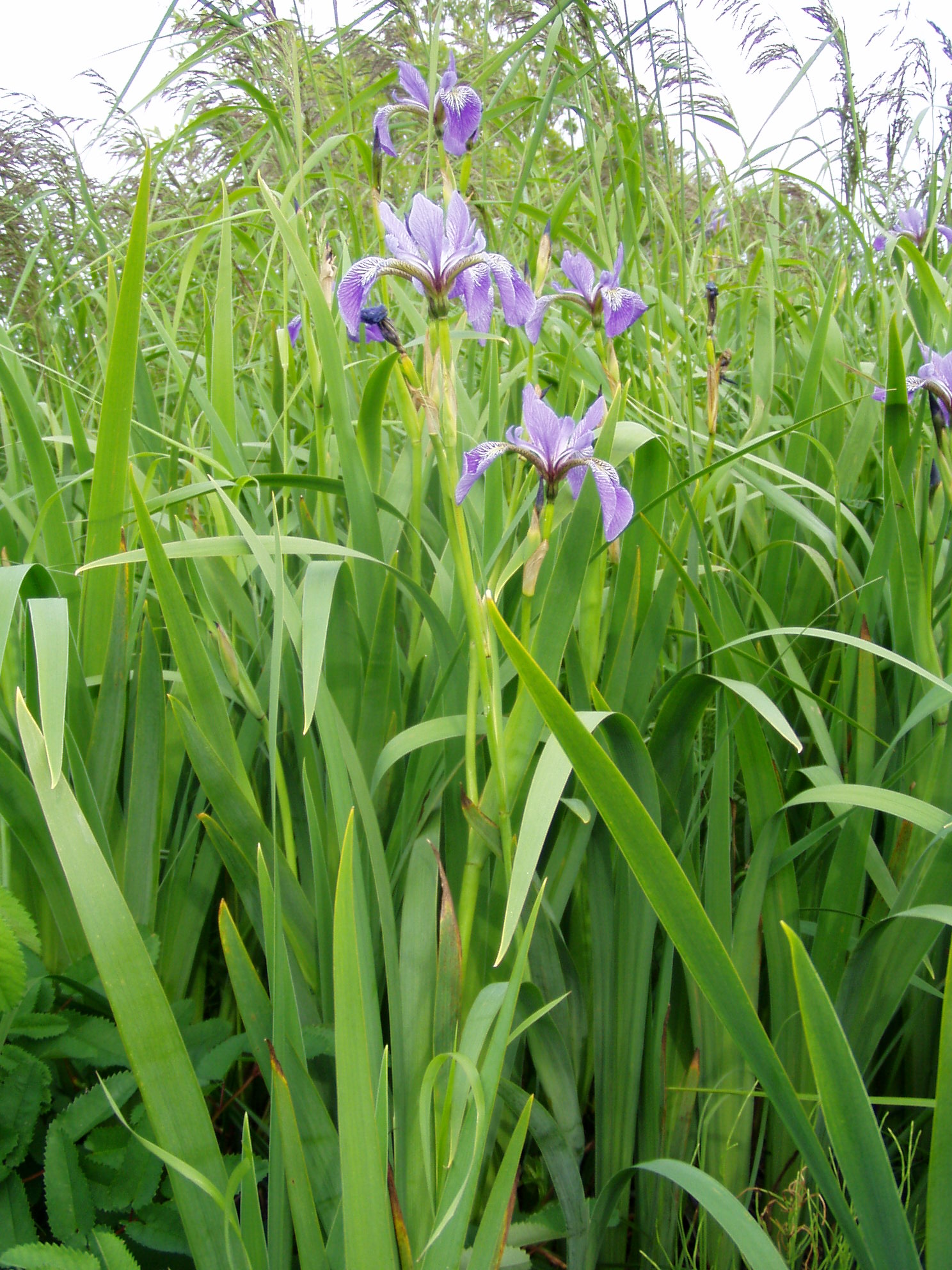
Iris versicolor L.
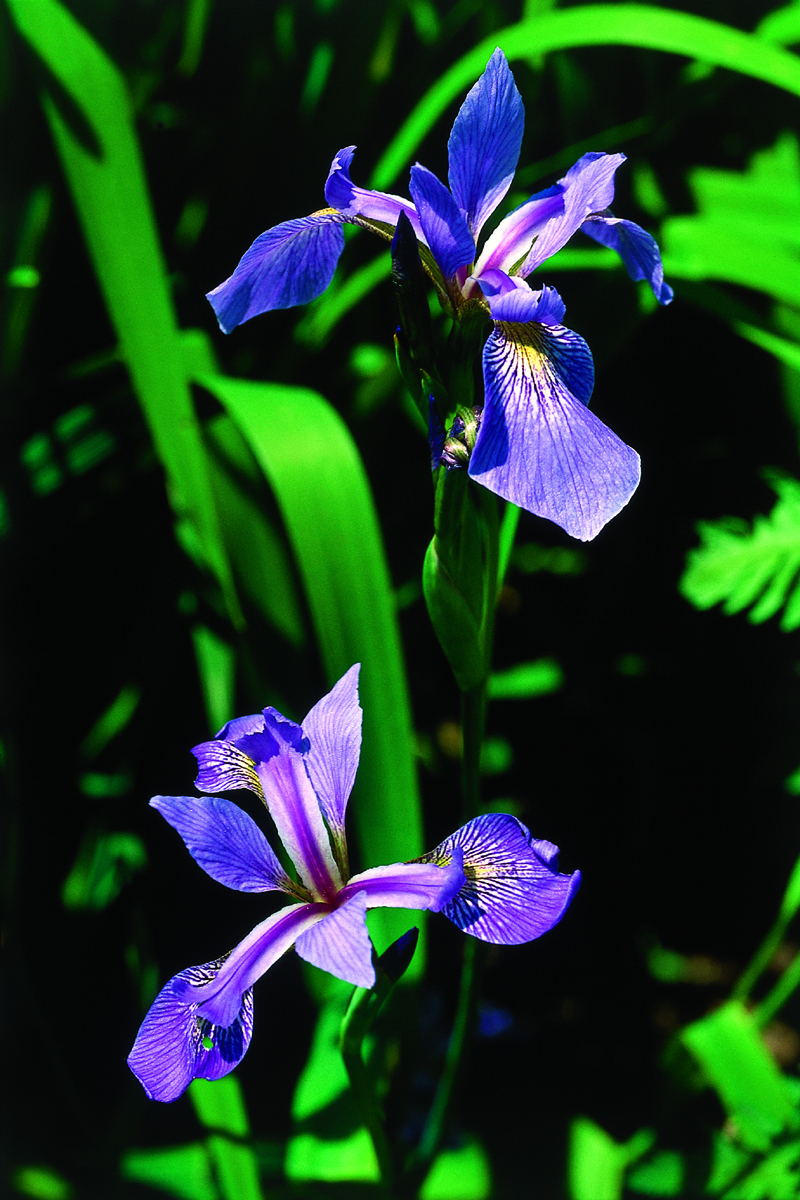
Iris versicolor L.
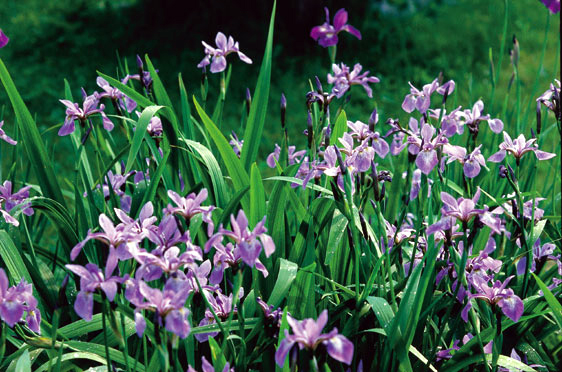
Iris versicolor L.
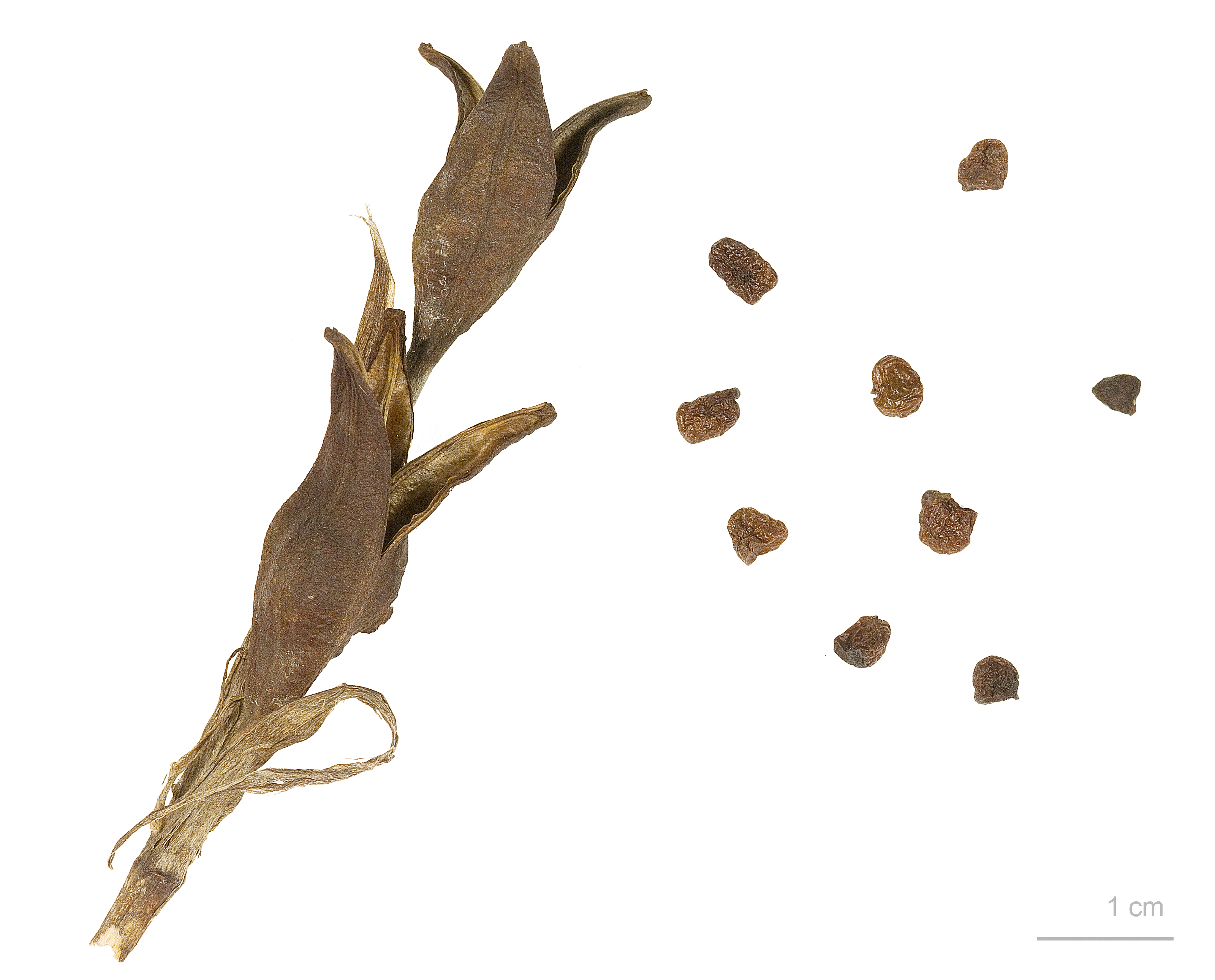
Iris versicolor L. Muséum de Toulouse